# 가우리 가브리에프
가우리 가브리에프(ガウリイ＝ガブリエフ)는 슬레이어즈의 등장인물이다.

## 소개
- 성우:마츠모토 야스노리/SBS판 ：초기-홍성헌 후기-홍승섭/투니버스 방영판：강수진

일찍이 사일라그를 멸망시킨 마수 자나파를 쓰러뜨린 빛의 검의 용사의 후예로, 초일류 검사이다. 그러나 뛰어난 검술과는 달리 머리는 굉장히 나쁘다. 리나와 같이 본편 전권에 걸쳐 등장한다. 도적과 얽힌 리나를 도운 것을 계기로, 리나의 보호자를 자청하며 함께 여행을 계속한다. 리나 못지 않는 식탐을 가지고 있으며, 마법은 쓸 줄 모르지만 그에 상응할 정도로 놀라운 검술로 검사로서 평균 능력을 가진 리나조차 가볍게 뛰어넘으며, 용모는 금발에다 푸른 눈의 미형에 속하지만, 다소 둔하고 기억력이 나빠 해파리라는 별명이 붙었으며(‘해파리 수준의 기억력’이란 뜻), 머릿속엔 뇌 대신에 요구르트가 들어가있을 것이라는 말도 들었다. 초반에는 그렇게까지 머리가 나쁘지 않았지만, 독자에게 세계관을 설명하기 위해 리나에게 질문하는 장면을 몇번이나 삽입한 결과, 당초의 ‘마법과 관련된 것에 모른다’라는 설정이 변질해 이러한 성격이 되었다. 다만, 야생동물 수준으로 감이 날카롭기 때문에 이따금 리나들을 놀래키는 발언을 할 때도 있다. 근거도 없이 리나에 앞서 제로스를 보자마자 그의 정체를 간파한 적도 있다. 또한 시력도 뛰어나 용족이나 엘프도 못 보는 먼 곳을 볼 수 있다. 본편 6권 이후 리나에게 검술을 가르치고 있다.
제1부 종반부에 전설의 무기 ‘빛의 검(정식명칭은 열광의 검[고룬노바])’을 잃어버렸기 때문에, 제2부 초반에는 물리적 공격이 통하지 않는 고위마족에 대해서는 거의 전력이 되지 못했으나, 중반부에 역시 전설의 무기이며 놀라운 예리함을 가진 ‘블러스트 소드(참요검)’을 손에 넣는다. 또한 애니메이션 NEXT에서는 빛의 검을 제로스를 통해 돌려받지만, TRY의 종반부에 다른 세계로 보내준다. 그런데 소설에서 빛의 검을 잃은 뒤 점차 지능이 향상되어가는 모습을 보여 팬들 사이에 '빛의 검은 사용자의 지능을 빨아먹는 것이 아닐까'라는 추측이 있다.
본래 용병이었지만, 그 해파리적 성향 때문에 리나는 ‘자신이 용병이었다는 사실도 잊고 있는 게 아닌가’라는 생각을 하고 있다.
외전에서 리나와 만나기 전에 리나의 아버지로 추정되는 인물과 만났다. 본편 제15권의 언급으로 볼 때, 고향은 에르메키아 제국으로 추정된다. 또, 극장판 제1작 '완전무결'에서는 라우디 가브리에프라는 과거 시대의 소년이 빛의 검을 갖고 있어, 그의 먼 조상일 것으로 추측된다.